# Le Follet
Pour les articles homonymes, voir Follet.
Le Follet est une revue hebdomadaire française parue de novembre 1829 à 1892.